# Dragon (film 2015)
Dragon (in russo Он - дракон?, On – drakón) è un film del 2015 diretto da Indar Dzhendubaev, liberamente tratto dal romanzo del 1996 Ритуал (Il rituale) di Marina e Sergey Dyachenko.

## Trama
In un imprecisato principato russo, un antico rito consentiva al popolo di placare i draghi offrendo loro delle fanciulle vergini in sacrificio, ma un giorno un cavaliere riuscì a interromperlo uccidendo la creatura, anche se non riuscì a salvare la sua promessa sposa. Dopo alcuni anni, quel rito venne trasformato in un'usanza nuziale in cui la sposa raggiunge il suo promesso con la stessa barca da cui un tempo sarebbe stata ghermita dalla bestia.
La principessa Miroslava (detta Mira) si sta per sposare con il nobile Igor, nipote del cavaliere che aveva sconfitto il drago. Da tempo nessuno teme più la ricomparsa di un'altra di quelle creature, così Igor, a voler ribadire la sua ascendenza, fa intonare al suo seguito il canto in grado di evocarle. Inaspettatamente compare un grande drago nero, che afferra Mira e la trasporta in volo nel suo covo.
Spaesata, ferita e intrappolata in una grotta, Mira scopre che insieme a lei, oltre uno spiraglio tra le rocce, si trova un giovane che la osserva e le offre erbe medicinali per curarsi, e che ritiene essere anche lui prigioniero del drago. Quando chiede al ragazzo il suo nome, egli dice di non ricordarselo più, dunque Mira decide di chiamarlo Arman, che significa desiderio. Dopo non molto, Mira scopre il segreto di Arman: egli non è altri che il drago stesso, in realtà un essere umano costretto a trasformarsi contro la sua volontà. È infatti nato da una delle fanciulle rapite dal drago suo padre, ridotta in cenere dal fuoco ardente che scaturisce dal corpo e dalle fauci della bestia. Arman confessa a Mira di aver tentato inutilmente di ribellarsi a suo padre: la sua doppia natura è una condanna, e lui ha tentato di sopportarla causando il minor dolore possibile. Nonostante non avesse voluto perpetuare il rito, il richiamo della canzone si è rivelato troppo forte obbligandolo a rapirla. Mira apprende tutto ciò dopo aver assistito alla terrificante trasformazione di Arman per salvarla da una caduta, in seguito alla quale si ferisce e perde conoscenza; la ragazza è tentata di lasciarlo morire, ma qualcosa la spinge ad accudirlo e curarlo.
Mira e Arman decidono che l'unico modo sicuro per la ragazza di lasciare l'isola sia attendere l'arrivo di Igor, il quale l'avrebbe trovata guidato dal vero amore della ragazza; iniziano così a conoscersi e a instaurare un legame che diventa sempre più significativo e profondo per entrambi. Mira riconosce nel giovane una profonda sensibilità, che lo rende molto più umano che mostruoso: cerca così di insegnargli a vivere da umano, cosa che non ha potuto fare avendo trascorso l'esistenza da solo dopo la morte del padre. L'isola (che non è altro che lo scheletro pietrificato di un gigantesco drago) offre molto più di quel che sembra, e con i resti scovati fra i rottami delle navi naufragate Mira abbellisce il rifugio che condivide con Arman, rendendolo per quanto possibile simile ad una casa accogliente. Se Mira insegna ad Arman come vivono gli umani, anche Arman ha qualcosa da insegnare sui draghi: possono "vedere" i venti per poter volare, e Mira rimane affascinata da questa capacità.
Arman riesce sempre di più a domare la forza oscura che ha dentro, aiutato anche da un'ocarina che Mira gli dona e che rappresenta per lui il simbolo della vita da umano. Tuttavia, non essendo ancora libero dal suo doppio e temendo di fare del male a Mira, della quale si sta innamorando, Arman fa in modo che lei se ne vada da sola. Infatti, Igor non arriva: egli, pur essendo partito per cercarla in mare con i suoi compagni, è incline ad abbandonare le ricerche, poiché il segnale che Mira dovrebbe trasmettergli grazie alla forza del vero amore non si fa vedere. A questo però pensa Arman, accendendo nel cielo dei fuochi d'artificio e spingendo Mira a lasciare l'isola con la barca che lei stessa aveva preparato inizialmente: la accusa anzi di aver sempre voluto andarsene, ingannandolo per ottenere da lui le informazioni necessarie, come ad esempio il controllo dei venti. Mira non riesce a convincerlo del contrario e si risolve a partire, pur lasciando trapelare il suo dolore per la separazione.
La ragazza si ricongiunge con Igor e, tornati a casa, si prepara ad una nuova cerimonia di nozze. Al momento dei preparativi, il padre di Mira esorta la figlia a seguire sempre il suo cuore, congratulandosi con lei per il giorno in cui si unirà all'uomo che ama. Mira ripete la cerimonia della barca e sta andando incontro a Igor, ma qualcosa scatta in lei: l'uomo che ama davvero non è lui, bensì Arman, che nel frattempo sull'isola, rimasto solo, forse pensa di metter fine alla sua doppia esistenza. Fra lo stupore di tutti, Mira intona il canto sacro per richiamare a lei Arman, che sotto forma di drago la riporta con sé sull'isola. Mira gli confessa di amarlo e Arman, ancora imprigionato nel drago, si placa e ammansisce in grembo alla ragazza. Dal loro amore nasce una bambina, interrompendo per sempre la dannazione degli uomini-drago.

## Produzione
Dragon è stato il debutto alla regia di Indar Dzhendubaev, e il primo ruolo attoriale di Matvey Lykov. È tratto dal romanzo del 1996 Ритуал (Il rituale) di Marina e Sergey Dyachenko, che l'hanno proposto all'amico e produttore Timur Bekmambetov durante le discussioni per la trasposizione di un altro loro romanzo, Vita nostra, dopo aver saputo che il suo team voleva girare un film sui draghi. La pellicola apporta alcuni cambiamenti al romanzo: nell'opera letteraria la principessa si chiama Yuta e viene rapita dal drago per errore; gli autori l'hanno inoltre descritta come "brutta, spigolosa, in conflitto con se stessa e gli altri, ma con un profondo mondo interiore, una specie di nerd", diversamente da Miroslava, con cui condivide però la forza e l'indipendenza di carattere. Anche l'ambientazione nell'antica Slavia è inedita.
Le riprese sono iniziate in Bulgaria a settembre 2014, nella zona del Mar Nero e nella grotta Prohodna, che rappresentano l'isola abitata dal drago. Nel successivo mese di dicembre sono state girate al padiglione Mosca le sequenze d'apertura e di chiusura, le scene di volo e quelle all'interno della tana della creatura. La scena in cui viene venerato un drago disegnato nella neve è stata ripresa in Sacha, a trenta gradi sottozero. L'immagine è stata realizzata dall'artista inglese Simon Beck, e ha un diametro di 130 metri.
Circa l'85% della pellicola è stato realizzato in computer grafica dallo studio CGF. Il drago è una creazione digitale che ha richiesto due anni di lavoro, durante i quali i creatori del film hanno condotto uno studio scientifico su tali creature, aiutati dal personale dell'Università del Texas ad Austin e della Murdoch University australiana. I lineamenti di Lykov sono stati incorporati nel modello della testa affinché si somigliassero. Si è trattato della creatura virtuale più tecnologicamente complessa mai concepita dal cinema russo. Per realizzare le interazioni tra Miroslava e il drago, i corpi di Lykov e Poezzhaeva sono stati scansionati con 84 telecamere, e per le scene di volo è stato creato un supporto mobile con attaccata una testa di drago lunga un metro. Anche l'animaletto amico di Arman, basato su un aye-aye, è completamente virtuale.
Le foto utilizzate per le locandine promozionali del film sono state realizzate daI fotografo Uldus Bakhtiozina. Il servizio è durato sedici ore e ha prodotto settanta scatti, di cui solo quattro sono stati infine selezionati.

## Colonna sonora
La colonna sonora di Dragon è stata composta da Simon Finley e ha coinvolto la Up North Session Orchestra. Tre brani – Ritual (in russo Ритуальная?, Ritual'naya), In the White Clouds (in russo В белых облаках?, V belykh oblakakh) e Lullaby of Silence (in russo Колыбельная Тишины?, Kolybel'naya Tishiny) – sono della cantautrice Jenia Lubich. Il gruppo musicale Mel'nica aveva registrato la canzone Rite (in russo Обряд?, Obryad) per la pellicola, ma il pezzo non è stato incluso.

## Promozione
Il teaser della pellicola è stato distribuito il 22 giugno 2015. Contiene due poemi della poetessa e scrittrice Katarina Sultanova – "1000 e uno" e "Eccomi qui, ferito, e poi umilmente in attesa..." – che esprimono il conflitto interiore e i sentimenti dei protagonisti. Il 18 novembre è uscito un secondo trailer.

## Distribuzione
Il film è stato proiettato in anteprima il 24 novembre 2015 al cinema Karo 11 October di Mosca, ed è uscito in Russia il 3 dicembre seguente. È arrivato in italiano in DVD su distribuzione Eagle Pictures e trasmesso in prima visione su Rai 4 il 19 dicembre 2019.

## Accoglienza

### Incassi
Il film è stato un fiasco al botteghino russo e della CSI, venendo visto da mezzo milione di persone nei primi dieci giorni di programmazione e incassando quasi 126.600.000 rubli (circa 1,7 milioni di dollari). Ha però avuto successo in Cina, ottenendo una popolarità inaspettata sui siti illegali, con oltre 3,7 milioni di visualizzazioni, prima di essere distribuito nelle sale. Ha incassato 53 milioni di yuan (circa 8 milioni di dollari) nei primi quattro giorni, ed è diventato la pellicola russa di maggior successo di sempre in Cina. Nonostante abbia incassato 10 milioni di dollari, si è trattato di una cifra significativamente inferiore al budget di 18 milioni, tuttavia è stato tra i tre film russi dall'incasso più alto a livello internazionale nel 2016.

### Critica
Dragon è stato accolto da recensioni contrastanti. Pubblicazioni come Film.ru e Afisha hanno risposto positivamente al film, con Boris Ivanov della prima testata che l'ha definito "un fantasy romantico 'femminile' quasi impeccabile". Dmitry Ostashevsky, per The Hollywood Reporter, ha dichiarato: "L'animazione al computer e la grafica 3D sono così buone che inizi a rimpiangere che un drago così figo (che è, tra l'altro, riconosciuto come il personaggio virtuale più tecnologicamente complesso di tutta la storia del cinema russo) sia stato scelto per un melodramma e non per un blockbuster". Altri, in particolare Mir Fantastiki, Weburg e Kino-Teatr, lo hanno valutato mediamente. La recensione della Rossijskaja Gazeta è stata invece fortemente negativa, definendo il film "inimmaginabilmente noioso" e la sceneggiatura "delirante".

## Sequel
Visto il successo di Dragon in Cina, a settembre 2016 il produttore creativo Igor Tsay ha annunciato che ci sarebbe stato un sequel co-prodotto con una casa cinematografica cinese. Sarebbe stato girato parzialmente in Cina con un budget superiore a quello del primo film. Poezzhaeva e Lykov avrebbero ripreso i loro ruoli, e il cast avrebbe incluso degli attori cinesi. Previsto inizialmente per il 2018, è stato posticipato a tempo indeterminato.